# Knjige u 2015.
◄◄ | ◄ | 2012. | 2013. | 2014. | 2015.  | 2016. | 2017. | 2018. | ► | ►►
Arhitektura • Astronautika • Astronomija • Biologija • Film • Fotografija • Glazba • Kazalište • Kemija • Kiparstvo • Knjige • Književnost • Kršćanstvo • Meteorologija • Medicina • Planinarstvo • Politika • Pravo • Promet • Slikarstvo • Strip • Šport • Televizija • Znanost • Zrakoplovstvo • Željeznički promet
Knjige u 2015.

## Hrvatska i u Hrvata

### 1, 2, 3, ...
- 1Q84 (prvi dio), Haruki Murakami. Prevoditelj: Maja Šoljan. Nakladnik: Vuković & Runjić. Broj stranica: 360. Horor, fantastika i SF. ISBN 978-953-286-136-5
- 1Q84 (drugi dio), Haruki Murakami. Prevoditelj: Maja Šoljan. Nakladnik: Vuković & Runjić. Broj stranica: 320. Horor, fantastika i SF. ISBN 978-953-286-137-2
- 8% ni od čega, Etgar Keret. Prevoditelj: Sonja Malek. Nakladnik: Profil. Broj stranica: 199.  Beletristika. ISBN 978-953-120-762-1

### A
- A Frame For The Family Lion, Roman Simić. Prijevod: Celia Hawkesworth, Tomislav Kuzmanović, Mima Simić. Nakladnik: V.B.Z. 136 str., ISBN 9789533047249
- Afera Živago, Peter Finn, Petra Couvée. Prevoditelj: Mijo Pavić. Nakladnik: Profil. Broj stranica: 280. Povijest i politika. ISBN 978-953-313-461-1
- Ally Hughes se ponekad seksa, Jules Moulin. Prevoditelj: Saša Drach. Nakladnik: Profil. Broj stranica: 240. Ljubavni romani. ISBN 978-953-313-458-1
- Amarcord, Namik Kabil. Nakladnik: Hena com. Broj stranica: 314. Beletristika. ISBN 978-953-259-112-5
- Amerikana, Chimamanda Ngozi Adichie. Prevoditelj: Marina Horkić. Nakladnik: V.B.Z. Broj stranica: 484. Beletristika. ISBN 978-953-304-718-8
- Andautonac, Snježana Babić Višnjić. Nakladnik: Hrvatsko društvo književnika za djecu i mlade. Broj stranica: 146. Dječje knjige, Povijesni romani. ISBN 978-953-719-049-1
- Anđeli s asfalta, Johanna Holmström. Prevoditelj: Željka Černok. Nakladnik: V.B.Z. Broj stranica: 291. Beletristika. ISBN 978-953-304-732-4
- Anna Édes, Dezső Kosztolányi. Prevoditelj: Kristina Peternai Andrić. Nakladnik: Disput. Broj stranica: 268. Beletristika. ISBN 978-953-260-248-7
- Anticelulitna (r)evolucija, Mary Novosel. Nakladnik: Hena com. Broj stranica: 172. Ljepota i zdravlje. ISBN 978-953-259-102-6
- Apokalipsa radnika, Valter Hugo Mãe. Prevoditelj: Tanja Tarbuk. Nakladnik: Vuković & Runjić. Broj stranica: 192. Beletristika. ISBN 978-953-286-124-2

### B
- Baba Jaga i div Zaborav, Roman Simić. Nakladnik: Profil. Dječje knjige. 40 str., ISBN 978-953-313-460-4
- Bal grofa d'Orgela, Raymond Radiguet. Prevoditelj: Marija Paprašarovski. Nakladnik: Disput. Broj stranica: 160.  Beletristika. ISBN 978-953-260-246-3
- Barcelona Noir, Adriana V. López, Carmen Ospina. Prevoditelj: Duško Čavić. Nakladnik: Durieux. Broj stranica: 270. Beletristika. ISBN 978-953-188-422-8
- Bela, dijete drago, Miroslav Krleža. Nakladnik: Naklada Ljevak. Broj stranica: 328. Publicistika. ISBN 978-953-303-833-9
- Bidon, Nataša Skazlić. Nakladnik: Hena com. Broj stranica: 178.  Beletristika. ISBN 978-953-259-088-3
- Bijela kao snijeg, Salla Simukka. Prevoditelj: Jana Merlin. Nakladnik: Znanje. Broj stranica: 220. Krimići i trileri. ISBN 978-953-343-123-9
- Bijela noć ljubavi, Gustaw Herling-Grudziński. Prevoditelj: Mladen Martić. Nakladnik: Disput. Broj stranica: 128. Beletristika. ISBN 978-953-260-245-6
- Bivši čovjek, Marijan Grakalić, Nakladnik: Naklada Semafora. Broj stranica: 87. Beletristika. ISBN 978-953-734-162-6
- Bizantski sultan, Selçuk Altun. Prevoditelj: Anđelko Vlašić. Nakladnik: Fraktura. Broj stranica: 256. Povijesni romani, Krimići i trileri. ISBN 978-953-266-655-7
- Boginje ne stare, Christiane Northrup. Nakladnik: Planetopija. Broj stranica: 384. Ljepota i zdravlje. ISBN 978-953-257-324-4
- Boje, Aino-Maija Metsola. Nakladnik: Planetopija. Broj stranica: 16. Slikovnice, Dječje knjige. ISBN 978-953-257-316-9
- Bowie, Simon Critchley. Prevoditelj: Tomislav Brlek. Nakladnik: Vuković & Runjić. Broj stranica: 192. Biografije i memoari, Muzikologija. ISBN 978-953-286-112-9
- Brojalica, Tamta Melashvili. Prevoditelj: Dalibor Joler. Nakladnik: Hena com. Broj stranica: 112. Beletristika. ISBN 978-953-259-111-8
- Brojevi, Aino-Maija Metsola. Nakladnik: Planetopija. Broj stranica: 16. Dječje knjige, Slikovnice. ISBN 978-953-257-317-6
- Brz kao Bruce Lee, Dario Rukavina. Nakladnik: Hena com. Broj stranica: 176. Beletristika. ISBN 978-953-259-110-1

### C
- Carska vatra, Robert Lyndon. Prevoditelj: Patricija Vodopija. Nakladnik: Fraktura. Broj stranica: 460. Povijesni romani. ISBN 978-953-266-656-4
- Civilna opasnost, Kruno Čudina. Nakladnik: V.B.Z. Broj stranica: 148. Beletristika. ISBN 978-953-304-761-4
- Crno pismo, Irena Matijašević. Nakladnik: Algoritam. Broj stranica: 192. Beletristika. ISBN 978-953-316-864-7
- Crnooka plavuša, Benjamin Black. Prevoditelj: Petra Mrduljaš. Nakladnik: Profil. Broj stranica: 244. Krimići i trileri. ISBN 978-953-313-452-9
- Crveni ustanak, Pierce Brown. Prevoditelj: Andrea Bagović. Nakladnik: Profil. Broj stranica: 380. Horor, fantastika i SF, Literatura za mlade. ISBN 978-953-313-459-8

### Č
- Čekajući ljubav, Jagoda Šimac. Nakladnik: Naklada Bošković. Broj stranica: 153. Ljubavni romani. ISBN 978-953-263-320-7
- Češljugar, Donna Tartt, Prevoditelj: Nevena Erak Camaj. Nakladnik: Algoritam. Broj stranica: 660. Beletristika. ISBN 978-953-316-794-7
- Čuda, Eric Metaxas. Izdavač: Znanje. Broj stranica: 336. ISBN 9789533432533

### D
- Dekarbonizacija energije mijenja paradigme u energetici, Stevo Kolundžić. Izdavač: Kiklos. Broj stranica: 446. ISBN 9789537992026
- Doživljaji: Kako sam osnovao Nezavisnu Državu Hrvatsku, Ante Pavelić. Izdavač: Despot Infnitus. Broj stranica: 200. ISBN 9789537892333
- Drevna tajna fontane mladosti, Peter Kelder. Prevoditelj: Silvija Čolić. Izdavač: Mozaik knjiga. Broj stranica: 110. ISBN 9789531418485

### I
- I na početku i na kraju bijaše kava, Julijana Matanović. Izdavač: Mozaik knjiga. Broj stranica: 143. ISBN 9789531418768
- Istine i laži o hrani, Anita Šupe. Izdavač:TRAGOM j.d.o.o., ŠIBENIK. ISBN 9789535763710

### M
- Moj top - Sjećanja jednog topnika iz 1914., Paul Lintier. Preveo:Božidar Petrač. Izdavač:Naklada Jurčić d.o.o., Zagreb. ISBN 9789532450750

### N
- Nevidljivi, Tena Štivičić. Nakladnik: Hena com. Broj stranica: 300. Drame. ISBN 978-953-259-101-9

### P
- Posljednji dani čovječanstva, Karl Kraus. Prevoditelj: Sead Muhamedagić. Nakladnik: Disput. Broj stranica: 724. Drame. ISBN 978-953-260-225-8

### S
- Susjed, Marina Vujčić. Izdavač: V.B.Z. Broj stranica: 186. ISBN 9789533047607
- Suze feniksa - priča Ricka Simpsona, Rick Simpson. Izdavač: ALEKSANDAR EKSPEKT - vlastita naklada. Broj stranica: 230. ISBN 9789535824718

### Š
- Šesto izumiranje, Elizabeth Kolbert. Prevoditelji: Marija Perišić, Ruđer Jeny. Izdavač: Znanje. Broj stranica: 336. ISBN 9789533432816

### T
- Timi Promašaj : Pogledajte što ste učinili, Stephan Pastis. Nakladnik: Profil: 288 str., ISBN 9789533134031
- Tko je izgradio mjesec? Christopher Knight. Prevoditelji: Egle Vošten, Ana Obrovac. Izdavač: AGM. Broj stranica: 207. ISBN 9789531744652

### U
- U šumi, Denis Delogu. Izdavač: TRAGOM j.d.o.o., ŠIBENIK. ISBN 9789535763727
- Umijeće opisivanja, Vera Horvat Pintarić. Nakladnik: HAZU. Broj stranica: 164. Društvene znanosti. ISBN 978-953-154-291-3

### V
- Velika knjiga priča za laku noć, Skupina autora. Nakladnik: Planetopija. Broj stranica: 176. Dječje knjige. ISBN 978-953-257-307-7
- Vrijeme između krojenja, María Dueñas. Prijevod: Silvana Roglić. Nakladnik: Fraktura. 648 str., ISBN 9789532666168

### Z
- Zima dolazi, Gari Kasparov. Prevoditelj: Dražen Čulić. Nakladnik: Profil. Broj stranica: 273. Povijest i politika. ISBN 978-953-313-469-7
- Zlatni Mjesec, Larí Marí. Nakladnik: Hena com. Broj stranica: 358. Duhovna literatura i Self-Help. ISBN 978-953-259-095-1

## Vanjske poveznice
|  | Zajednički poslužitelj ima još gradiva o temi Knjige iz 2015. |